# Aprilia RSV 1000 R
Die Aprilia RSV 1000 R ist ein als Supersportler konzipiertes Motorrad des italienischen Herstellers Aprilia.
Die RSV 1000 R trat im Jahr 2004 mit umfangreichen Modifikationen am Motor und Aussehen die Nachfolge der RSV Mille an. Zusätzlich wurde das Motorrad in der Standardversion als Modell R und als Spitzenmodell Factory mit zahlreichen Teilen aus kohlenstofffaserverstärktem Kunststoff und hochwertigen Öhlins Federelementen angeboten.

## Technische Daten

### Antrieb
Antrieb der RSV 1000 R ist ein von Rotax konstruierter Zweizylinder-V-Motor mit Magnesiumgehäuse und einem Zylinderwinkel von 60 Grad. Jeder Zylinder hat zwei Nockenwellen, die über zwei öldruckgespannte Steuerketten angetrieben werden und jeweils zwei Einlass- und zwei Auslassventile über Tassenstößel betätigen. Die Ventilspiele sind über Magnetshims festgelegt. Das Gemisch bereitet eine elektronische Kraftstoffeinspritzung auf. Der Motor hat zusätzlich ein nach dem Vorbild der Honda SP1 verbessertes Ram-Air-System mit einem großen Ansaugkanal in der Mitte der Frontverkleidung.
Auf Grund des Trends nach immer höheren Spitzenleistungen entschied sich Aprilia im Jahre 2009 für die Einführung der RSV4 mit vier statt zwei Zylindern. Somit ist die RSV 1000 R die letzte Supersportmaschine aus dem Hause Aprilia mit einem V2-Motor. Zum Facelift 2006 wurde die Leistung des Motors auf 143 PS bei 10.000/min gesteigert, dies wurde unter anderem durch größere Auslassventile erreicht.

### Fahrwerk
Das Fahrwerk der beiden Modelle R und Factory unterscheidet sich stark. Das Spitzenmodell Factory ist von der Gabel, über das Federbein bis zum Lenkungsdämpfer mit Fahrwerkskomponenten des renommierten Herstellers Öhlins ausgestattet. Die Käufer des günstigeren R-Modells bekamen dagegen nur Federelemente des Herstellers Showa für vorne und Sachs für hinten. Da die Federelemente des Standardmodells R teilweise zu weich ausfielen, baute Aprilia ab dem Facelift 2006 auch bei dem R-Modell Federelemente von Öhlins ein.

### Kraftübertragung
Als Primärtrieb dienen Zahnräder. Die Kraft wird mit einer Mehrscheiben-Nasskupplung getrennt, das Drehmoment durch ein Getriebe mit sechs Gängen gewandelt. Der Sekundärtrieb arbeitet mit einer Kette.
Konkurrenzmodelle mit vergleichbarer Motorcharakteristik waren die VTR 1000 SP1 und VTR 1000 SP2 und die Ducati 999. Die RSV 1000 R war der Ducati 999 in vielen Kategorien noch überlegen, so beispielsweise im Durchzug, das Nachfolgermodell 1098 jedoch übertraf die RSV 1000 R, da sie auf einem neueren technischen Stand war.